# Gilbert France Watson
Gilbert France Watson, britanski general, * 1895, † 1976.